# Apatemys
Apatemys is een geslacht van uitgestorven zoogdieren uit de familie Apatemyidae van de Apatotheria. Dit dier was een boombewonende insectivoor die tijdens het Eoceen in Noord-Amerika en Europa voorkwam.

## Kenmerken
Apatemys is bekend van een vrijwel volledig gearticuleerd skelet van A. chardini uit de Fossil Butte-afzetting van de Green River-formatie in Wyoming. Deze soort leefde tijdens het Lostcabinian, het laatste deel van het Wasatchian. A. chardini had een lichaamslengte van 15 cm met een staart van 21 cm lang. De lichaamsbouw toont duidelijke aanpassingen voor een boombewonende leefwijze. De tenen waren lang met goed ontwikkelde klauwen die stevigheid gaven bij het klimmen. De lange staart zorgde voor balans. De schedel was relatief groot ten opzichte van het slanke lichaam. Ze hadden een zeer gespecialiseerd gebit met sterk verlengde snijtanden. In zowel de boven- als onderkaak zaten twee snijtanden die sterk verlengd en gebogen waren. De andere snijtanden, hoektanden en eerste valse kiezen ontbraken. De verlengde tweede en derde vingers waren geschikt voor het verwijderen van houtborende insectenlarven uit boomstammen, holen en andere nauwe openingen. Samen met het sterk gespecialiseerde gebit wijst dit er op dat Apatemys dezelfde ecologische niche vervulde als de hedendaagse spechten in grote delen van de huidige wereld en de gestreepte buideleekhoorn in Queensland en Nieuw-Guinea en het vingerdier in Madagaskar. De aangepaste snijtanden werden waarschijnlijk net als bij de gestreepte buideleekhoorn en het vingerdier gebruikt voor het verwijderen van boomschors om de prooi te bemachtigen.

## Fossiele vondsten
Fossielen van Apatemys zijn gevonden in de Bighorn-, Clark's Fork- en Green River-bekkens in Wyoming, de San José-formatie in het San Juan-bekken in New Mexico, de Tuscahoma-formatie in Mississippi, Californië, Nevada, Utah, Saskatchewan, het Belgische Dormaal, de Franse Soissonnais-formatie en Portugal. De Amerikaanse vondsten dateren uit het Wasatchian tot het Chadronian. De Europese vondsten zijn uit het Vroeg-Eoceen (Sparnacian).